# Wiele (województwo kujawsko-pomorskie)
Wiele – wieś w Polsce położona w województwie kujawsko-pomorskim, w powiecie nakielskim, w gminie Mrocza przy drodze wojewódzkiej nr 241, nad jeziorem Wieleckim.

## Podział administracyjny
W latach 1975–1998 miejscowość należała województwa bydgoskiego.

## Demografia
Według Narodowego Spisu Powszechnego (III 2011 r.) liczyła 501 mieszkańców. Jest drugą co do wielkości miejscowością gminy Mrocza.

## Rezerwat przyrody
Rezerwat przyrody Jezioro Wieleckie (wodny), znajduje się na zachód od drogi wojewódzkiej nr 241, łączącej Nakło nad Notecią i Więcbork.